# Paolo Virno
Paolo Virno (Napoli, 27 giugno 1952) è un filosofo, semiologo ed attivista politico italiano, docente di filosofia del linguaggio, semiotica ed etica presso l'Università Roma Tre.
Con un trascorso da militante dapprima nelle file dell'organizzazione della sinistra extraparlamentare Potere Operaio, legata ideologicamente al marxismo operaista, e poi in quella che veniva ritenuta l'ala più dura e intransigente politicamente del movimento del Settantasette, di cui è stato appunto una delle figure di spicco, il suo pensiero s'inserisce nel pieno solco della riscoperta critica contemporanea della filosofia spinoziana, da lui riletta radicalmente alla luce degli apporti teorici delle scuole di pensiero postmoderne e della sua stessa esperienza operaista.
Scontò nel corso degli anni ottanta un periodo di reclusione in quanto accusato assieme ad altri operaisti, contestualmente alla discussa e controversa inchiesta nota come Processo 7 aprile, d'appartenere ad una vasta rete organizzata di bande armate eversiva comprendente persino le Brigate Rosse, da cui però uscì assolto. Nel corso della detenzione ebbe modo d'elaborare le sue teorie, che trovarono poi espressione nella rivista d'argomento filosofico Luogo comune.

## Biografia

«Democrazia è il fucile in spalla agli operai», slogan attribuito a Potere Operaio

Come studenti medi fondammo dunque il Sindacato degli Studenti, che nell’autunno del ’67 fece i primi scioperi su tematiche già sessantottesche, la lotta all’autoritarismo, solidarietà con gli studenti greci dopo il golpe dei colonnelli e quant’altro...nell’autunno del ’68, sempre per un trasferimento della famiglia, sono venuto ad abitare a Roma, e di lì a non molto ho preso contatti e rapporti con il gruppo che sarebbe diventato Potere Operaio, che allora sostanzialmente nella capitale era il gruppo delle facoltà scientifiche... Entro in Potere operaio dopo gli episodi cruciali della primavera ’69 a Torino.»
Nato a Napoli, ma cresciuto tra il capoluogo campano, Genova e Roma (dovendo seguire i vari trasferimenti per motivi lavorativi della famiglia), tra il 1970 e il 1972 lavorò a Milano come insegnante all'Alfa Romeo di Arese e all'Innocenti, organizzandovi anche azioni collettive contestualmente alla ben più ampia rete d'iniziative di Potere Operaio, di cui era membro sin da ragazzo, fino a quando lo stesso gruppo non si dissolse nel 1973.
Nel 1977, Virno presentò la sua tesi di laurea sul concetto di lavoro e sulla teoria della coscienza di Theodor Adorno, e prese poi attivamente parte alle mobilitazioni incandescenti del cosiddetto movimento del Settantasette, al fianco di lavoratori precari ed altri emarginati. Fondò assieme a Oreste Scalzone ed a Franco Piperno la rivista d'analisi politico-sociale Metropoli, che si pose all'interno del panorama della sinistra extraparlamentare quale sorta di organo ideologico del movimento politico settantasettino. 
Nel giugno del 1979, nell'ambito della discussa inchiesta giudiziaria nota come Processo 7 aprile, la redazione della rivista viene accusata di appartenere in blocco ad una non meglio specificata rete organizzativa eversiva «costituita in più bande armate variamente denominate», alla quale sarebbero state fatte risalire persino le stesse Brigate Rosse, che nel corso di tutto quel decennio avrebbe tramato contro lo Stato italiano per sovvertirne le istituzioni.
Quindi, c’è la diaspora, io vado a Novara, Oreste va a Cuneo, quell’altro va a Favignana, quell’altro ancora da un’altra parte. Comincia questo giro negli speciali, e ci ritroviamo non tutti ma in parte nel carcere di Palmi, inaugurato nell’autunno del ’79, carcere per soli politici o per detenuti comuni completamente politicizzati, una specie di “Kesh”. Là dentro c’era una situazione curiosa, anche molto spettacolare, perché si incontrano assolutamente tutti. Infatti, per un primo periodo con i compagni delle BR o con Alunni o quelli dei NAP, si pensò anche di approfittare di questa situazione per avviare una discussione larga, di carattere "costituente": però, il problema è che anche lì c’è il fatto che i più spregiudicati di loro, come Curcio, erano d’accordo, avevano capito di aver perso l’essenziale, cioè il cambio di paradigma del ’77, cioè il fatto che i giovani operai erano non più riconducibili a quelli del ’69; altri invece no.[...] 
Riassumendo in breve, la mia detenzione fu un anno dal ’79 all’80, poi due anni liberi in cui curai la serie continua di Metropoli nell’81, due anni ancora di carcere, condanna a 12 anni in primo grado, un anno di arresti domiciliari ... l’assoluzione (insieme a tanti altri imputati del 7 aprile) fu nell’87, la conferma nell’88.»
Assolto poi assieme ad altri suoi compagni dopo aver scontato diversi anni di galera, la sua travagliata esperienza politica e esistenziale di questi anni sarà poi trasfusa dallo stesso nella pubblicazione di Luogo Comune, una rivista dedicata all'analisi della vita nella situazione sociale del "postfordismo".
Nel 1993 Virno lasciò il lavoro di editore della rivista per insegnare filosofia nell'Università di Urbino. Nel 1996 è stato professore invitato all'Università di Montréal e al suo ritorno in Italia occupò la cattedra di filosofia del linguaggio, semiotica ed etica della comunicazione nell'Università della Calabria da dove si trasferirà all'Università Roma Tre.

## Pensiero
Paolo Virno, convinto della necessità di un nuovo linguaggio della politica che chiarisca le trasformazioni economiche, sociali e culturali che da più di un decennio caratterizzano le società occidentali, introduce nell'opera Grammatica della moltitudine, una riflessione sul contrasto tra i termini di "popolo" e "moltitudine" che generarono una accesa polemica teorico-filosofica nel secolo XVII. Quando avvenne la formazione degli stati nazionali fu il termine popolo a prevalere e Virno si domanda se non sia venuto il tempo di restaurare l'altro concetto.
I primi a discutere sulla contrapposizione di popolo-moltitudine furono Spinoza e Hobbes. Per Spinoza, la "multitudo" è quell'insieme di persone che nell'azione politica e in quella economica, pur agendo collettivamente non perdono il senso della propria individualità, resistendo sempre alla riduzione a unica massa informe com'è nel termine di "popolo". Per Spinoza moltitudine è dunque la base delle libertà civili.
Al contrario Hobbes vede nel concetto di moltitudine, cioè in una pluralità che non si sintetizza nell'uno, il più grave pericolo per l'autorità dello Stato che esercita il «supremo imperio».

## Opere
- L'idea di mondo. Intelletto pubblico e uso della vita, Editore: Quodlibet, 2015
- Saggio sulla negazione. Per una antropologia linguistica, Editore: Bollati Boringhieri, 2013
- E così via, all'infinito. Logica e antropologia, Editore: Bollati Boringhieri, 2010
- Motto di spirito e azione innovativa. Per una logica del cambiamento, Editore: Bollati Boringhieri, 2005
- Quando il verbo si fa carne. Linguaggio e natura umana, Editore: Bollati Boringhieri, 2003
- Scienze sociali e «natura umana». Facoltà di linguaggio, invariante biologico, rapporti di produzione, Editore: Rubbettino, 2003
- Grammatica della moltitudine. Per una analisi delle forme di vita contemporanee, Editore: DeriveApprodi, 2003
- Esercizi di esodo. Linguaggio e azione politica, Editore: Ombre Corte, 2002
- Il ricordo del presente. Saggio sul tempo storico, Editore: Bollati Boringhieri, 1999
- Parole con parole. Poteri e limiti del linguaggio, Editore: Donzelli, 1995
- Mondanità. L'idea di «Mondo» tra esperienza sensibile e sfera pubblica, Editore: Manifestolibri, 1994
- Convenzione e materialismo, Editore: Theoria, 1986 [Ristampa Editore: DeriveApprodi, 2011
- Dell'impotenza. La vita nell'epoca della sua paralisi frenetica, Editore: Bollati Boringhieri, 2021